# Melaenornis
Melaenornis là một chi chim trong họ Muscicapidae.

## Các loài
Chi này gồm các loài sau:
- Melaenornis brunneus (Cabanis, 1886)
- Melaenornis fischeri (Reichenow, 1884)
- Melaenornis chocolatinus (Rüppell, 1840)
- Melaenornis annamarulae Forbes-Watson, 1970
- Melaenornis ardesiacus Berlioz, 1936
- Melaenornis edolioides (Swainson, 1837)
- Melaenornis pammelaina (Stanley, 1814)
- Melaenornis pallidus (von Müller, JW, 1851)
- Melaenornis infuscatus (Smith, A, 1839)
- Melaenornis microrhynchus (Reichenow, 1887)
- Melaenornis mariquensis (Smith, A, 1847)
- Melaenornis silens (Shaw, 1809)